# 三下锅
三下锅又叫彭城三下锅、峰峰三下锅，是中国河北邯郸地区民间具有独特风味的名菜。在清代咸丰年间由厨师牛立仁和陈山河创作的笼烩菜演变而成，不仅美味可口同时也是彭城地区结婚、做寿、做满月招待亲朋好友的首选饭菜。 
三下锅主要是分为荤、素各三种，荤三样包括五花肉、肉丸子、酥肉；素三样有蒸皮渣、炸豆腐、炸土豆，也有用山药。选料讲究，做工精细，用铁大锅熬制，再加少许蒜薹等绿色蔬菜。
此外，湖南省张家界市一带也有同名干锅菜式，最初主料为腊肉、豆腐、萝卜，在后续的演变中扩展至腊肉、肥肠、猪肚、牛肚、羊肚、猪蹄、香肠、猪头肉中任选三种。